# فرانسیس راد، بارون رنل دوم
فرانسیس راد، بارون رنل دوم (انگلیسی: Francis Rodd, 2nd Baron Rennell؛ ۲۵ اکتبر ۱۸۹۵ – ۱۵ مارس ۱۹۷۸) فرد نظامی اهل بریتانیا بود. وی همچنین برندهٔ جوایزی همچون نشان حمام شده‌است.